# Vasilīs Fragkias
Vasilīs Fragkias (in greco Βασίλης Φραγκιάς?; Atene, 28 agosto 1961) è un ex cestista e allenatore di pallacanestro greco.

## Carriera
Ha guidato il Qatar ai Campionati asiatici del 2015.